# (325) Heidelberga
(325) Heidelberga – planetoida z pasa głównego asteroid okrążająca Słońce w ciągu 5 lat i 269 dni w średniej odległości 3,2 j.a. Została odkryta 4 marca 1892 roku w Landessternwarte Heidelberg-Königstuhl w Heidelbergu przez Maxa Wolfa. Nazwa planetoidy pochodzi od miasta w którym została odkryta.